# コルドバ (ベラクルス州)
コルドバ（Córdoba）は、メキシコのベラクルス州の基礎自治体（ムニシピオ）、およびその筆頭市である。1618年に設立され、歴史的には1821年にメキシコの独立を承認するコルドバ条約がここで締結されたことで知られている。

## 地理
コルドバは東シエラマドレ山脈の一部をなすシトラルテペトル山の麓に位置し、標高は860メートルである。州都ハラパからは90キロメートルの距離にある。面積は159.99平方キロメートルである。
平均気温は摂氏19.9度、年間降雨量は1800ミリメートルである。

## 歴史
1618年、ベラクルスではガスパール・ヤンガに率いられた黒人奴隷（マルーン）による大規模な反乱が発生した。当時のヌエバ・エスパーニャ副王であったグアダルカサル侯爵ディエゴ・フェルナンデス・デ・コルドバは反乱から国の資産を守るため、当時ロマス・デ・ウィランゴと呼ばれていた土地に都市を築いた。都市は副王の名前からコルドバと命名された。最初の植民は30の家族によるもので、ここから歴史的に「30人の騎士の都市」(La Ciudad de los 30 Caballeros)と呼ばれた。
1821年8月24日、イグアラ綱領を掲げてメキシコ独立のために戦う3つの保証軍の長であるアグスティン・デ・イトゥルビデと新任の副王であるフアン・オドノフはコルドバで会見し、コルドバ条約を締結した。これによってメキシコ独立戦争は終結した。独立したメキシコにおいてコルドバは1830年に都市の地位を得た。
1916年にコルドバはベラクルス州の州都になった（州都は1920年にハラパに移転した）。

## 見どころ
中央公園には1821年のメキシコ独立革命でコルドバを守った兵士を記念するオベリスクが立てられている。ミゲル・イダルゴのモニュメントなども置かれている。
コルドバの歴史的中心には17-18世紀の建築物が残っている。コルドバ条約が結ばれた建物にはいくつかのレストランが入居している。
市街地の周辺にはコーヒーのプランテーションが発展し、町にはコーヒー店が多い。

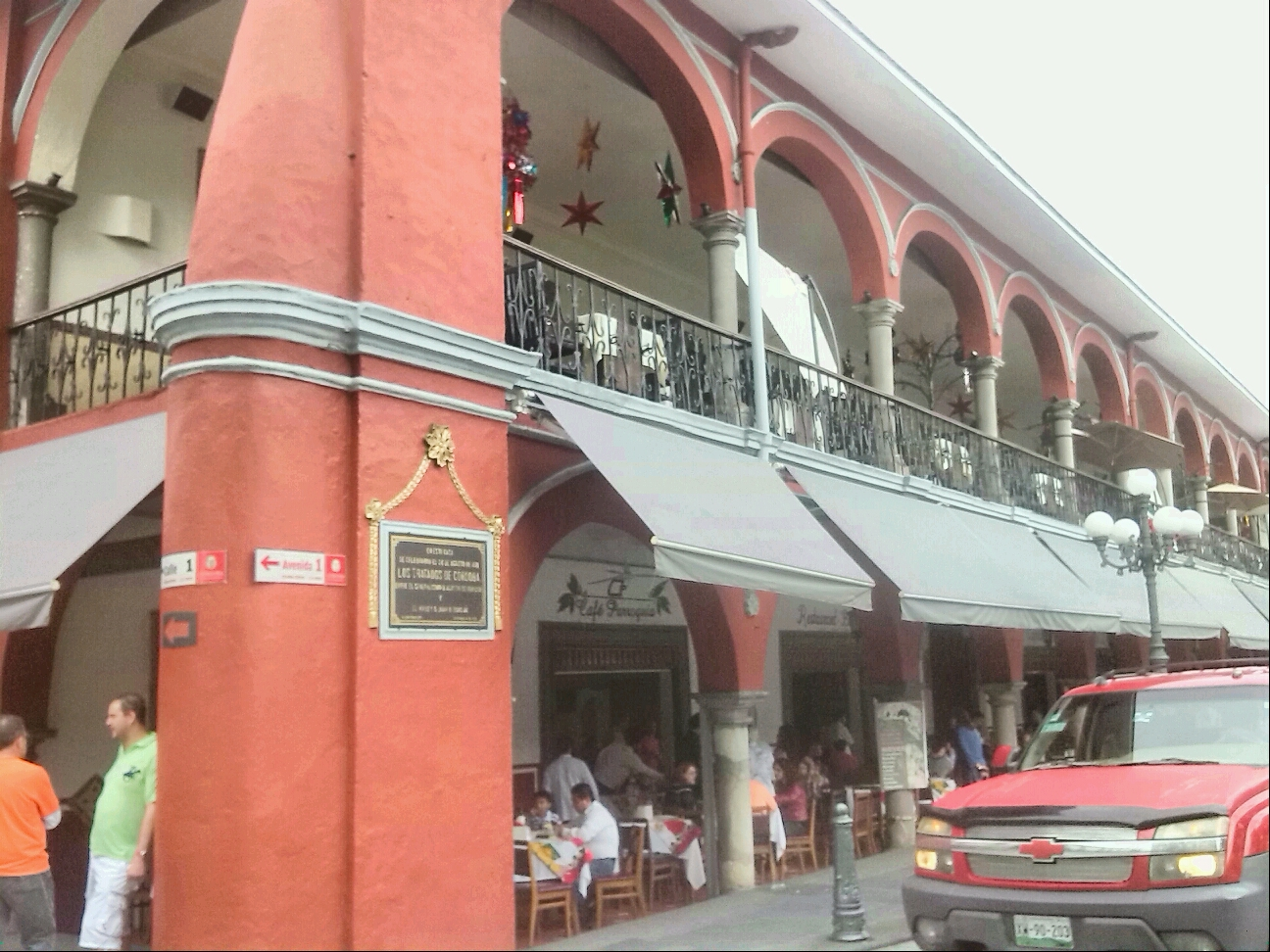
コルドバ条約が結ばれた建物
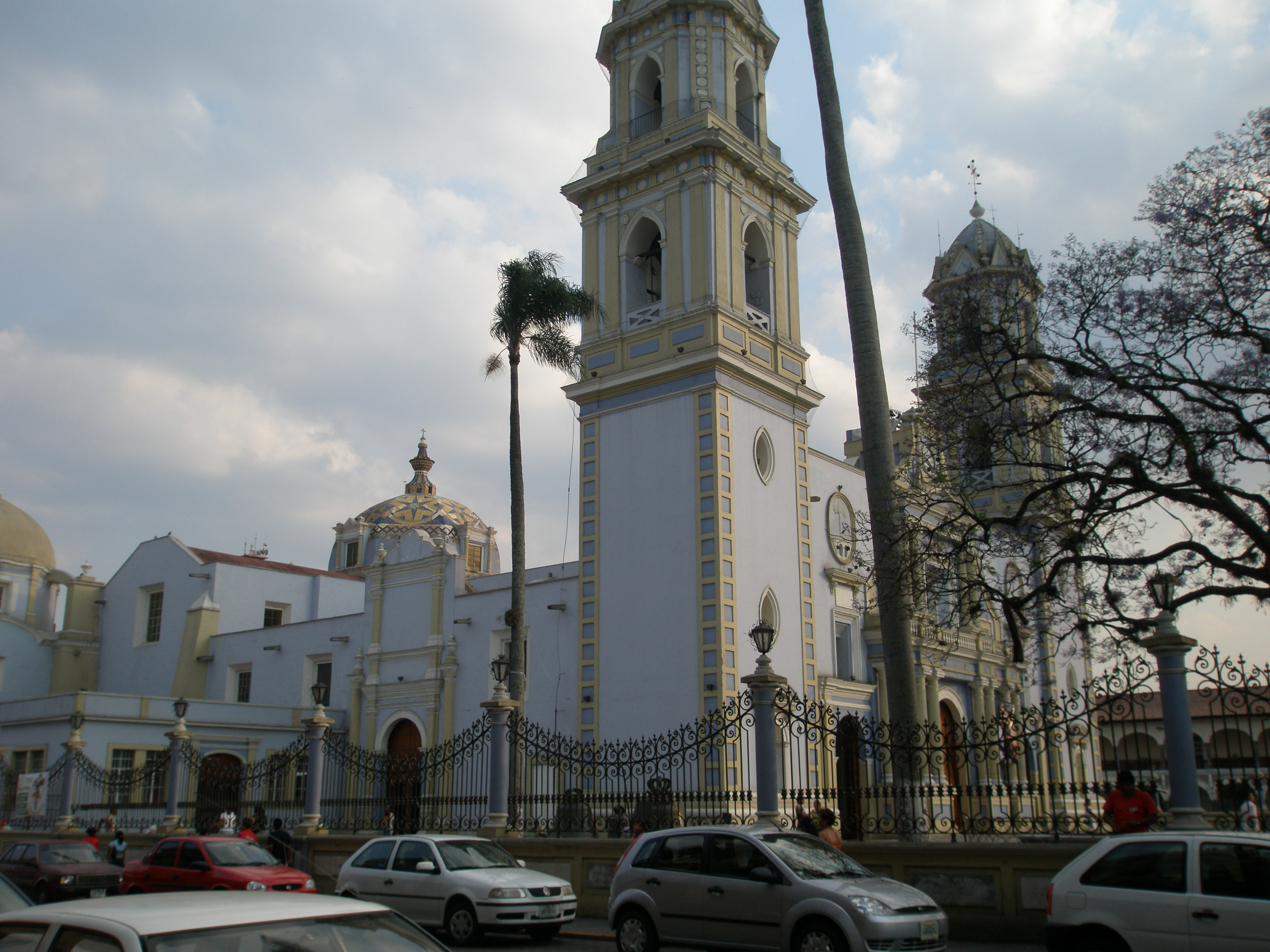
コルドバ大聖堂

## 姉妹都市
- スペイン コルドバ （1980年）[5]
- アメリカ合衆国 オハイオ州チリコシー （1992年）[5]